# グレッグ・ストーリー
グレッグ・ストーリー（Greg Story　　）は、オーストラリア人実業家。デール・カーネギー・東京・ジャパン（D. C. TRAINING JAPAN株式会社）代表取締役社長(2010年11月-現在)。
国際政治学博士。ブリスベン生まれ。

## 経歴
高校を卒業後、最初の仕事としてブリタニカ百科事典の飛び込み営業から始まり、その後4年間さまざまな３K仕事を続けて大学に通うことを決意。
1975年から1977年グリフィス大学現代アジア研究学部 優等卒業学位取得後、1977年から1978年までグリフィス大学で現代アジアを学び、優等卒業学位を取得する。
1979年から1983年上智大学に文部科学省留学生として留学をして、1983年に上智大学大学院で比較文化学修士号取得。
1983年から1984年に博士課程リサーチとして東京で18ヶ月のフィールド調査を行う国際交流基金フェローとして参加。
1990年にグリフィス大学で博士号を取得。

1988年にコンサルティング事業であるジャパン・ビジネス・コンサルタントを設立（オーストラリア、ブリスベン）し、セールスキャリアを再開させる。
1989年にジョンズ・ラング・ウートン国際不動産コンサルタント会社に入社し、日本企業に対するオフィスビル、ショッピングモール、五つ星ホテル、ゴルフコースの営業を担当し、クィーンズランド州日本事業担当に就任する。
1992年にはオーストラリア領事館初代総領事として名古屋に駐在、1996年に総領事として大阪に駐在した。
2001年からオーストラリア大使館（東京）　公使・マーケティングに従事。
2003年から投資商品の富裕層への営業を専門としていたセールスチーム再生の任務を受け、新生銀行リテール部門入社。その後営業活性化戦略部長、2004年にエクセレンス・イン・バンキング部長就任、2005年プラチナバンキング部兼エクセレンス・イン・バンキング部長、新生ビジネススクール学部長を務める。
2003年から投資商品の富裕層への営業を専門としていたセールスチーム再生の任務を受け、新生銀行リテール部門入社。その後営業活性化戦略部長、2004年にエクセレンス・イン・バンキング部長就任、2005年プラチナバンキング部兼エクセレンス・イン・バンキング部長、新生ビジネススクール学部長を務める。
2006年プラチナバンキング部長に就任。2007年新生銀行退職後、ナショナル・オーストラリア銀行日本代表となり、金融投資商品に焦点を当てる。同じ年に共同経営者とデール・カーネギー・トレーニングの日本のフランチャイズ権を買い、オーナーとなる。
2009年からデール・カーネギー・トレーニング・認定トレーナーとして自ら研修も行う。
2010年トレーニング事業に専念するために、ナショナル・オーストラリア銀行を退職し、デール・カーネギー・トレーニング　取締役社長となる。
社長業にとどまらず、トレーナー、セールスも自ら行いながら、下記に記載された様々なPodcastを完成させており、Youtubeチャンネルも持っている。
Japan Top Business Interview などのコンテンツを配信、ビジネスパーソン、リーダーを志す人々へ向けて、自身の幅広い経験とネットワークを活かし、惜しみなくコンテンツを提供し続けている。
1988年から現在までに下記のコースを修了：
- Harvard University Business School “Leading Professional Service Firms”修了
- スタンフォード大学ビジネススクール ”Strategy”修了
- インシアード ”Leading Sales Teams”修了
- リッツカールトン・トレーニングスクール “Customer Service”修了
- Mt Eliza Business School, “Middle Management”修了
- マッコーリー大学 “Management”修了 オーストラリア経営大学院, “Strategic Marketing”修了

## 資格
- “セールス・リーダーシップ・コース”, Austrade
- “プレゼンテーション・スキルズ・プログラム”, Rogen
- デール・カーネギー・トレーニング認定トレーナー資格
- マーシャル・ゴールド・スミス認定エグゼクティブ・コーチ資格
- “効果的なコミュニケーションで人間関係を豊かにする・コース”　 デール・カーネギー・トレーナー認定
- “ハイ・インパクト・プレゼンテーション・コース“　デール・カーネギー・トレーナー認定
- “アドバンス・デール・カーネギー・コース: 成功するチームのためのスキル”　 デール・カーネギー・トレーナー認定
- “セールス・アドバンテージ・コース”　 デール・カーネギー・トレーナー認定
- “成功するセールス”　 デール・カーネギー・トレーナー認定
- “マネージャークラスのためのリーダーシップ・トレーニング・コース”　 デール・カーネギー・トレーナー認定
- “ウイニング・ウイズ・リレーションシップ・セリング・コース”　　デール・カーネギー・トレーナー認定
- “ディベロプメント・ユア・リーダーシップ・ポテンシャル・コース”　 デール・カーネギー・トレーナー認定
- ”リーダーシップ・トレーニング・フォー・リゾルト・コース“　デール・カーネギー・トレーナー認定
- “デール・カーネギー・マスター・トレーナー“　　　　　　　デール・カーネギー・トレーナー認定

言語：英語、日本語、中国語

## その他
Foreign Corporate Communications (FCC)役員、International Dale Carnegie Franchisee Association元役員、全豪州空手道連盟代表コーチ及び国際審判員、17歳で空手を始めたことがきっかけで日本に興味を抱くようになる。現在、糸東流空手6段。日本滞在歴は37年を超える。

## 著作一覧
- Japan Business Mastery: What you really need to know（英語版）
- Dale Carnegie Training Japan出版 2019年9月3日初版
- Japan Sales Mastery: Lessons from Thirty Years in Japan（英語版）
- Dale Carnegie Training Japan 出版　2018年2月10日初版
- Japan Presentation Mastery: Your Complete Presentations Bible英語版　自費出版 2021年10月12日初版
- The 営業: 日本通セールスマスターが見た日本流営業術　　自費出版　2021年11月30日初版